# Lista de singles número um na Billboard Hot 100 em 2014

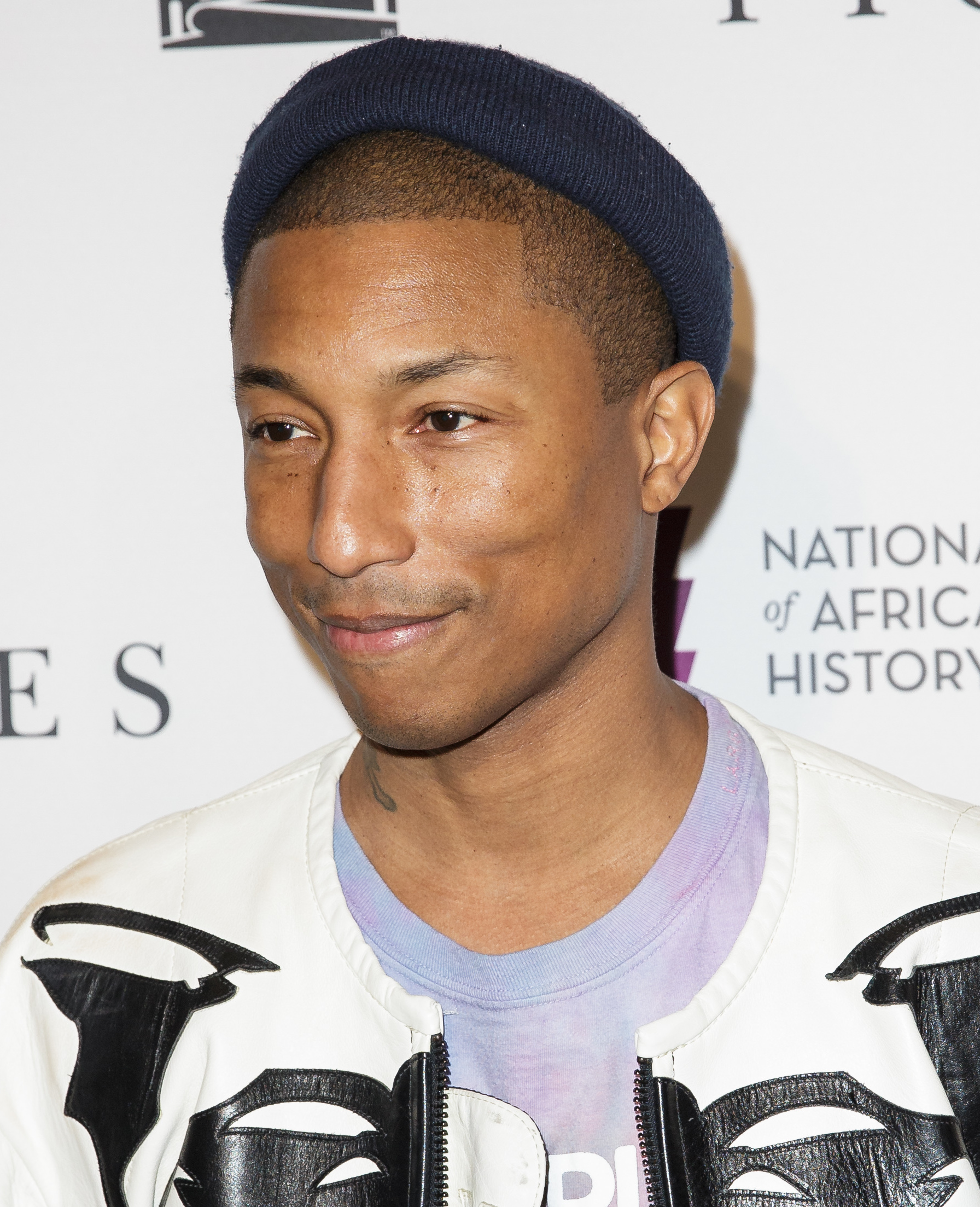
Além de permanecer por dez semanas consecutivas na primeira posição e ter a maior permanência no topo da tabela em 2014, "Happy", de Pharrell Williams, foi também a mais vendida do ano.

A lista dos singles número um na Billboard Hot 100 em 2014 foi publicada pela revista norte-americana Billboard, sendo que os dados são recolhidos pela Nielsen SoundScan e baseados em cada venda semanal física e digital, além da popularidade da canção nas rádios, o fluxo de média na Internet e número de transmissões do respetivo vídeo pelo portal YouTube. Durante o decorrer do ano, dez foram os temas que atingiram o topo da tabela nas 52 edições da revista.
Em 2014, seis artistas ganharam o seu primeiro single número um no Norte da América, nomeadamente Juicy J, John Legend, Iggy Azalea, Charli XCX, a banda Magic! e Meghan Trainor. A canção que mais edições permaneceu na liderança da tabela musical foi "Happy", de Williams, registando dez semanas consecutivas no topo e acabou listada como a mais vendida do ano. Este foi o primeiro ano em que o produtor norte-americano conseguiu alcançar a primeira posição da tabela musical a solo, depois da sua estreia em 1994 com "Tonight's the Night", interpretada pelo grupo Blackstreet, onde foi creditado como compositor.
"The Monster", pertencente a Eminem e Rihanna, foi o primeiro número um do ano e prolongou a sua liderança de duas semanas nas edições anteriores. "Blank Space", de Taylor Swift, foi o trabalho que fechou o ciclo do ano. O primeiro single de Meghan Trainor, "All About That Bass", ficou oito semanas na primeira posição, "Fancy", de Azalea e Charli XCX, permaneceu outras sete edições na liderança da tabela. "Rude", de Magic!, e "Blank Space", de Swift, foram outras das obras com maior número de semanas no topo.
Outros destaques de 2014 nas publicações da Billboard Hot 100 incluem a cantora norte-americana Taylor Swift, com esta a tornar-se na primeira artista feminina a substituir-se na liderança da tabela musical quando "Blank Space" tomou o lugar do single antecessor da jovem, "Shake It Off". Além disso, também foi a única a conseguir que mais uma obra sua atingisse a primeira posição. Katy Perry destacou-se por ser a única artista, até à data, a registar um número um em cada ano da presente década com um tema diferente.

## Histórico

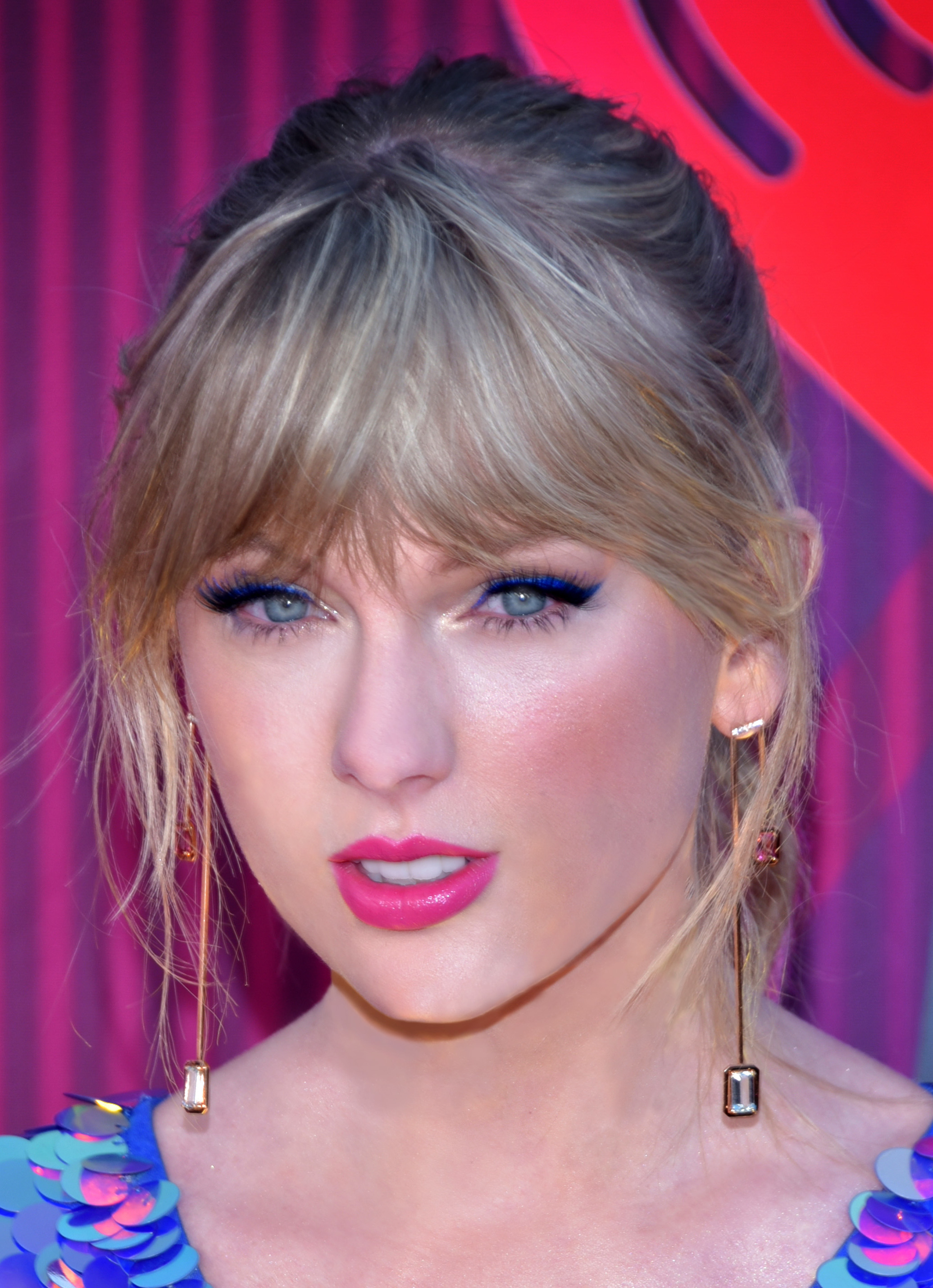
Com "Blank Space" substituindo "Shake It Off" na liderança da tabela, Taylor Swift tornou-se a primeira artista feminina (10.ª no total) a suceder-se na primeira posição.

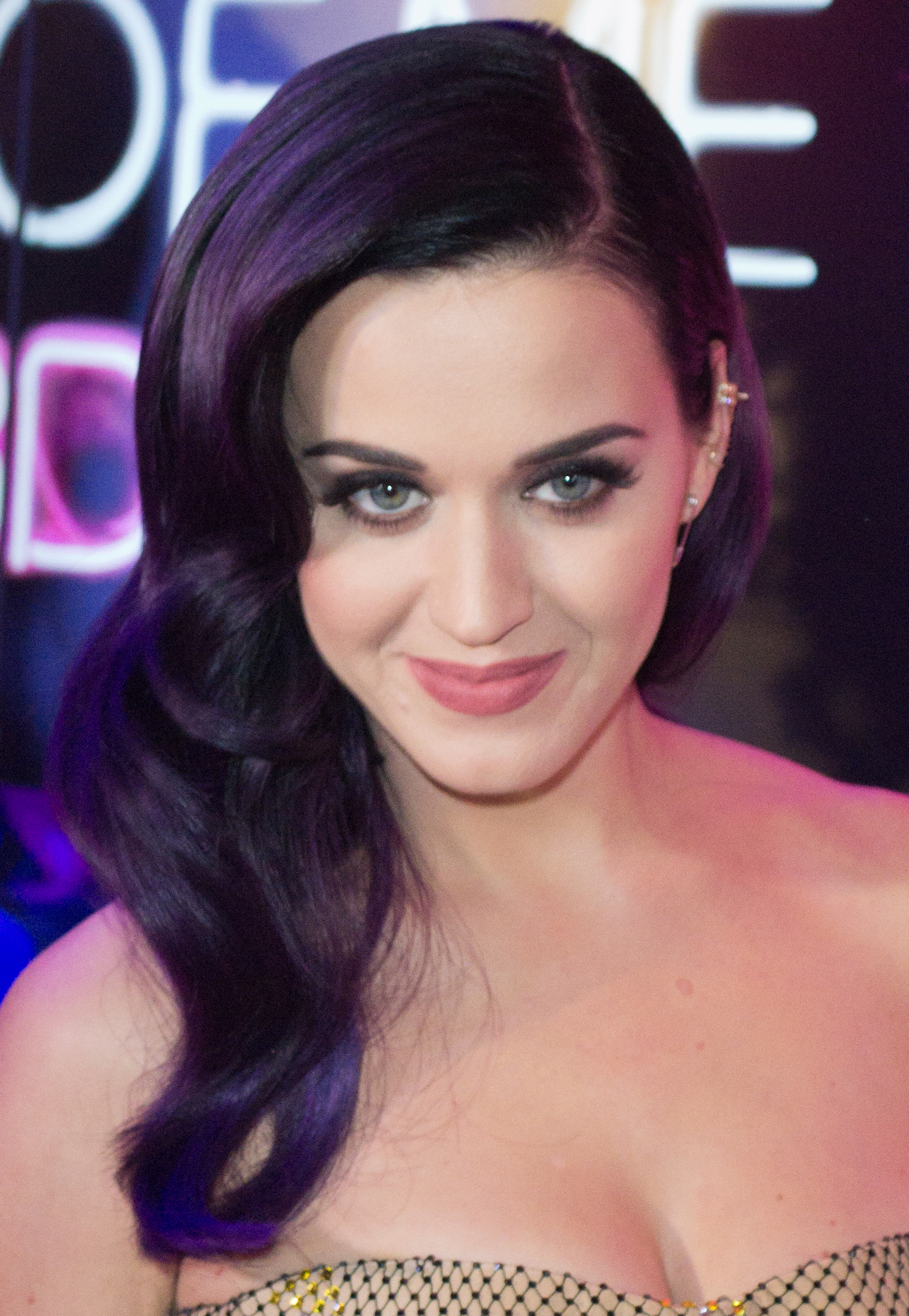
Katy Perry converteu-se no primeiro artista a conseguir colocar diferentes temas seus em cada ano na década de 2010.

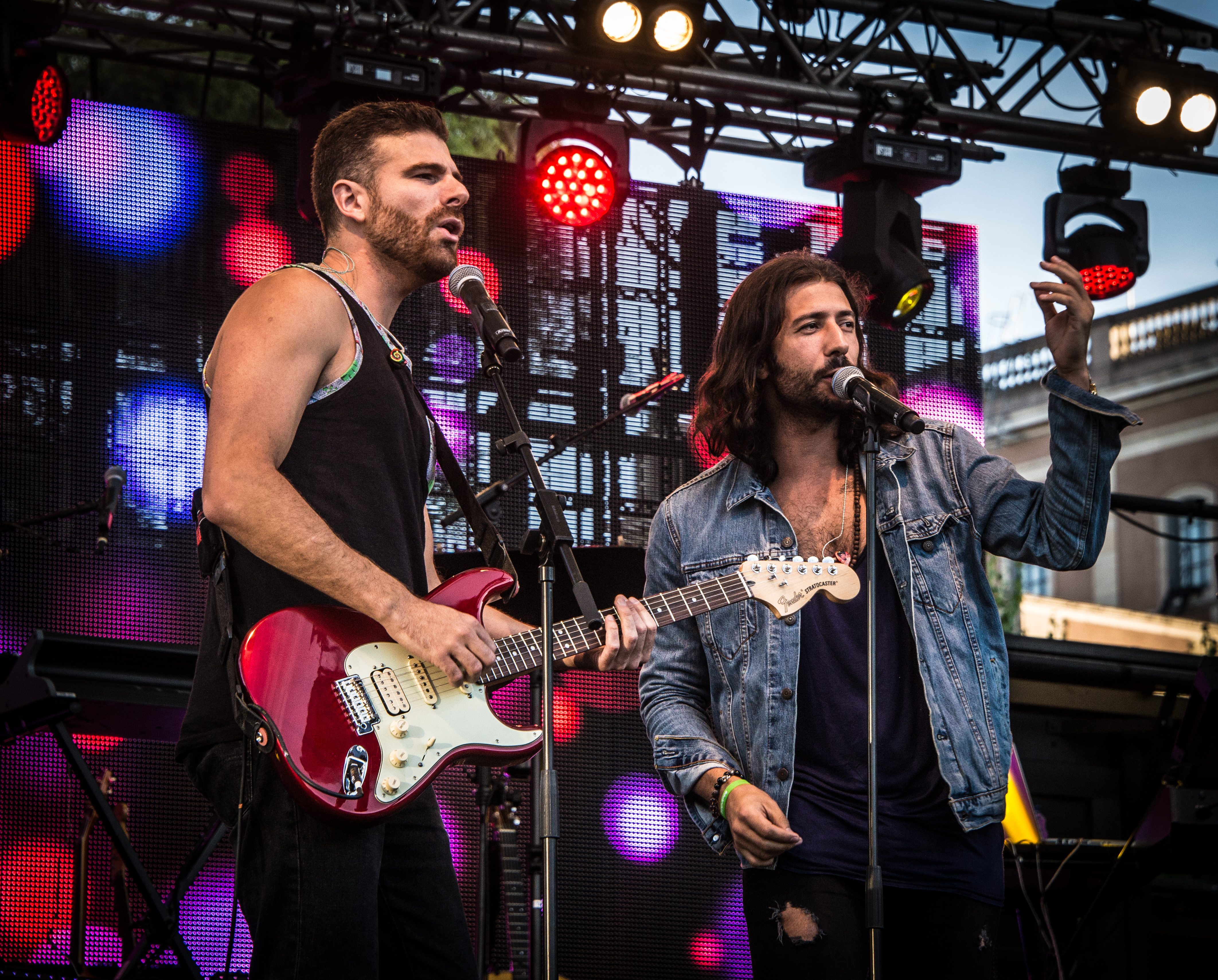
A banda canadense Magic! conseguiu chegar ao topo da lista com o seu single de estreia, "Rude", e permaneceu durante seis semanas consecutivas no comando.

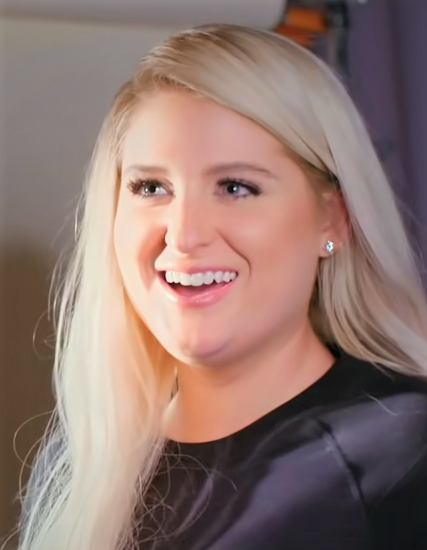
Meghan Trainor conquistou seu primeiro número um com seu single de estreia "All About That Bass", que liderou o Hot 100 por oito semanas.

| † | Indica o single recordista de vendas em 2014. |

| Data            | Canção                | Artista(s)                 | Referência(s) |
| --------------- | --------------------- | -------------------------- | ------------- |
| 4 de janeiro    | "The Monster"         | Eminem com Rihanna         | [ 6 ]         |
| 11 de janeiro   | "The Monster"         | Eminem com Rihanna         | [ 7 ]         |
| 18 de janeiro   | "Timber‎"              | Pitbull com Kesha          | [ 8 ]         |
| 25 de janeiro   | "Timber‎"              | Pitbull com Kesha          | [ 9 ]         |
| 1 de fevereiro  | "Timber‎"              | Pitbull com Kesha          | [ 10 ]        |
| 8 de fevereiro  | "Dark Horse‎"          | Katy Perry com Juicy J     | [ 5 ]         |
| 15 de fevereiro | "Dark Horse‎"          | Katy Perry com Juicy J     | [ 11 ]        |
| 22 de fevereiro | "Dark Horse‎"          | Katy Perry com Juicy J     | [ 12 ]        |
| 1 de março      | "Dark Horse‎"          | Katy Perry com Juicy J     | [ 13 ]        |
| 8 de março      | "Happy‎" †             | Pharrell Williams          | [ 14 ]        |
| 15 de março     | "Happy‎" †             | Pharrell Williams          | [ 15 ]        |
| 22 de março     | "Happy‎" †             | Pharrell Williams          | [ 16 ]        |
| 29 de março     | "Happy‎" †             | Pharrell Williams          | [ 17 ]        |
| 5 de abril      | "Happy‎" †             | Pharrell Williams          | [ 18 ]        |
| 12 de abril     | "Happy‎" †             | Pharrell Williams          | [ 19 ]        |
| 19 de abril     | "Happy‎" †             | Pharrell Williams          | [ 20 ]        |
| 26 de abril     | "Happy‎" †             | Pharrell Williams          | [ 21 ]        |
| 3 de maio       | "Happy‎" †             | Pharrell Williams          | [ 22 ]        |
| 10 de maio      | "Happy‎" †             | Pharrell Williams          | [ 23 ]        |
| 17 de maio      | "All of Me‎"           | John Legend                | [ 24 ]        |
| 24 de maio      | "All of Me‎"           | John Legend                | [ 25 ]        |
| 31 de maio      | "All of Me‎"           | John Legend                | [ 26 ]        |
| 7 de junho      | "Fancy‎"               | Iggy Azalea com Charli XCX | [ 27 ]        |
| 14 de junho     | "Fancy‎"               | Iggy Azalea com Charli XCX | [ 28 ]        |
| 21 de junho     | "Fancy‎"               | Iggy Azalea com Charli XCX | [ 29 ]        |
| 28 de junho     | "Fancy‎"               | Iggy Azalea com Charli XCX | [ 30 ]        |
| 5 de julho      | "Fancy‎"               | Iggy Azalea com Charli XCX | [ 31 ]        |
| 12 de julho     | "Fancy‎"               | Iggy Azalea com Charli XCX | [ 32 ]        |
| 19 de julho     | "Fancy‎"               | Iggy Azalea com Charli XCX | [ 33 ]        |
| 26 de julho     | "Rude‎"                | Magic!                     | [ 34 ]        |
| 2 de agosto     | "Rude‎"                | Magic!                     | [ 35 ]        |
| 9 de agosto     | "Rude‎"                | Magic!                     | [ 36 ]        |
| 16 de agosto    | "Rude‎"                | Magic!                     | [ 37 ]        |
| 23 de agosto    | "Rude‎"                | Magic!                     | [ 38 ]        |
| 30 de agosto    | "Rude‎"                | Magic!                     | [ 39 ]        |
| 6 de setembro   | "Shake It Off‎"        | Taylor Swift               | [ 40 ]        |
| 13 de setembro  | "Shake It Off‎"        | Taylor Swift               | [ 41 ]        |
| 20 de setembro  | "All About That Bass" | Meghan Trainor             | [ 42 ]        |
| 27 de setembro  | "All About That Bass" | Meghan Trainor             | [ 43 ]        |
| 4 de outubro    | "All About That Bass" | Meghan Trainor             | [ 44 ]        |
| 11 de outubro   | "All About That Bass" | Meghan Trainor             | [ 45 ]        |
| 18 de outubro   | "All About That Bass" | Meghan Trainor             | [ 46 ]        |
| 25 de outubro   | "All About That Bass" | Meghan Trainor             | [ 47 ]        |
| 1 de novembro   | "All About That Bass" | Meghan Trainor             | [ 48 ]        |
| 8 de novembro   | "All About That Bass" | Meghan Trainor             | [ 49 ]        |
| 15 de novembro  | "Shake It Off"        | Taylor Swift               | [ 50 ]        |
| 22 de novembro  | "Shake It Off"        | Taylor Swift               | [ 51 ]        |
| 29 de novembro  | "Blank Space"         | Taylor Swift               | [ 4 ]         |
| 6 de dezembro   | "Blank Space"         | Taylor Swift               | [ 52 ]        |
| 13 de dezembro  | "Blank Space"         | Taylor Swift               | [ 53 ]        |
| 20 de dezembro  | "Blank Space"         | Taylor Swift               | [ 54 ]        |
| 27 de dezembro  | "Blank Space"         | Taylor Swift               | [ 55 ]        |